# FC Barcelona Futsal
Futbol Club Barcelona Futsal är en futsalklubb från Barcelona.